# Pooja Hegde
Pour les articles homonymes, voir Hegde.
Pooja Hegde, née le 13 octobre 1990 à Bombay (Maharashtra), est une actrice et mannequin indienne qui apparaît dans le cinéma Télougou, Hindi et Tamoul.
Elle fait ses débuts au cinéma en 2012, dans le film d'arts martiaux tamoul Mugamoodi.
Elle a enchaîné les apparitions dans des films tollywoodiens dont Oka Laila Kosam et Mukunda, en 2014. Elle a remporté le prix SIIMA de la meilleure actrice - Télougou pour sa performance dans Ala Vaikunthapurramuloo en 2020 et Most Eligible Bachelor en 2021.

## Biographie
Pooja Hegde naît à Bombay dans l'État du Maharashtra, le 13 octobre 1990. Elle est la fille unique de Manjunath et Latha Hegde. Sa famille est originaire de Mangalore, au Karnataka. Sa langue maternelle est le toulou. Elle parle couramment le kannada, l'anglais, le marathi, l'hindi et le télougou. Elle étudie ensuite au M.M.K. College et commence à travailler dans la mise en œuvre du marketing de réseau de sa mère. Elle cherche régulièrement à entrer dans les compétitions intercollégiales, en participant à des spectacles de danse et à des défilés de mode.

## Filmographie

### Cinéma

#### Longs-métrages
| Année | Film                           | Rôle(s)                 | Langue   | Notes                                                         |
| ----- | ------------------------------ | ----------------------- | -------- | ------------------------------------------------------------- |
| 2012  | Mugamoodi                      | Shakthi                 | Tamoul   |                                                               |
| 2014  | Oka Laila Kosam                | Nandana "Nandu"         | Télougou |                                                               |
| 2014  | Mukunda                        | Gopika                  | Télougou |                                                               |
| 2016  | Mohenjo Daro                   | Chaani                  | Hindi    |                                                               |
| 2017  | Duvvada Jagannadham            | Pooja                   | Télougou | Artiste de l'année (femme) au Zee Télougou Golden Awards      |
| 2018  | Rangasthalam                   | Jigelu Rani             | Télougou | Apparition spéciale dans la chanson "Jigelu Rani"             |
| 2018  | Saakshyam                      | Soundarya Lahari        | Télougou |                                                               |
| 2018  | Aravinda Sametha Veera Raghava | Aravinda                | Télougou |                                                               |
| 2019  | Maharshi                       | Pooja                   | Télougou | Actrice préférée au Zee Cine Awards Télougou                  |
| 2019  | Gaddalakonda Ganesh            | Sridevi                 | Télougou |                                                               |
| 2019  | Housefull 4                    | Rajkumari Mala / Pooja  | Hindi    | Double rôle                                                   |
| 2020  | Ala Vaikunthapurramuloo        | Amulya                  | Télougou | Prix SIIMA de la meilleure actrice - Télougou                 |
| 2021  | Most Eligible Bachelor         | Vibha                   | Télougou |                                                               |
| 2022  | Radhe Shyam                    | Prerana                 | Télougou |                                                               |
| 2022  | Radhe Shyam                    | Prerana                 | Hindi    |                                                               |
| 2022  | Beast                          | Preethi                 | Tamoul   |                                                               |
| 2022  | Acharya                        | Neelambari              | Télougou |                                                               |
| 2022  | F3                             | Herself                 | Télougou | Apparition spéciale dans la chanson "Life Ante Itta Vundaala" |
| 2022  | Cirkus                         | Mala                    | Hindi    |                                                               |
| 2023  | Kisi Ka Bhai Kisi Ki Jaan      | Bhagyalaxmi Gundamaneni | Hindi    |                                                               |
| 2025  | Deva                           | Diya Sathaye            | Hindi    |                                                               |
| 2025  | Retro                          | Dr. Rukmini "Rukku"     | Tamoul   |                                                               |
| 2025  | Coolie                         | Monica                  | Tamoul   | Apparition spéciale dans la chanson "Monica"                  |
| 2026  | Jana Nayagan                   |                         | Tamoul   | En tournage                                                   |

## Distinctions
- Meilleure actrice débutante aux Norway Tamil Film Festival Awards pour Mugamoodi (2012)
- Meilleure héroïne débutante aux Santosham Film Awards (2012) pour Oka Laila Kosam (2014)
- Artiste de l'année (femme) au Zee Telugu Golden Awards pour DJ: Duvvada Jagannadham (2017)
- Héroïne préférée de l'année au Zee Telugu Golden Awards pour DJ: Duvvada Jagannadham (2017)
- L'actrice la plus populaire de l'année aux Sakshi Excellence Awards pour Aravinda Sametha Veera Raghava (2018)
- Actrice préférée aux Zee Cine Awards Telugu pour Maharshi (2019)
- Meilleure actrice – Télougou aux South Indian International Movie Awards pour Ala Vaikunthapurramuloo (2020)
- Meilleure actrice aux Santosham Film Awards pour Ala Vaikunthapurramuloo (2020)
- Meilleure actrice – Télougou aux South Indian International Movie Awards pour Most Eligible Bachelor (2021)
- Prix de la critique de la meilleure actrice – Télougou aux South Indian International Movie Awards pour Most Eligible Bachelor (2021)
- Icône de la jeunesse (féminine) aux South Indian International Movie Awards pour Most Eligible Bachelor (2021)
- Meilleure actrice aux Santosham Film Awards  pour Most Eligible Bachelor (2021)
- Meilleure actrice aux Santosham Film Awards  pour Radhe Shyam (20212)
- Prix du Stylish Game Changer (femme) aux Pinkvilla Style Icons Awards (2023)
- Prix Icône de jeunesse la plus stylée (femme) aux Lokmat Stylish Awards (2023)
- Prix du talent le plus stylé et le plus polyvalent de l'année aux Bollywood Hungama Style Icons (2024)